# Ham

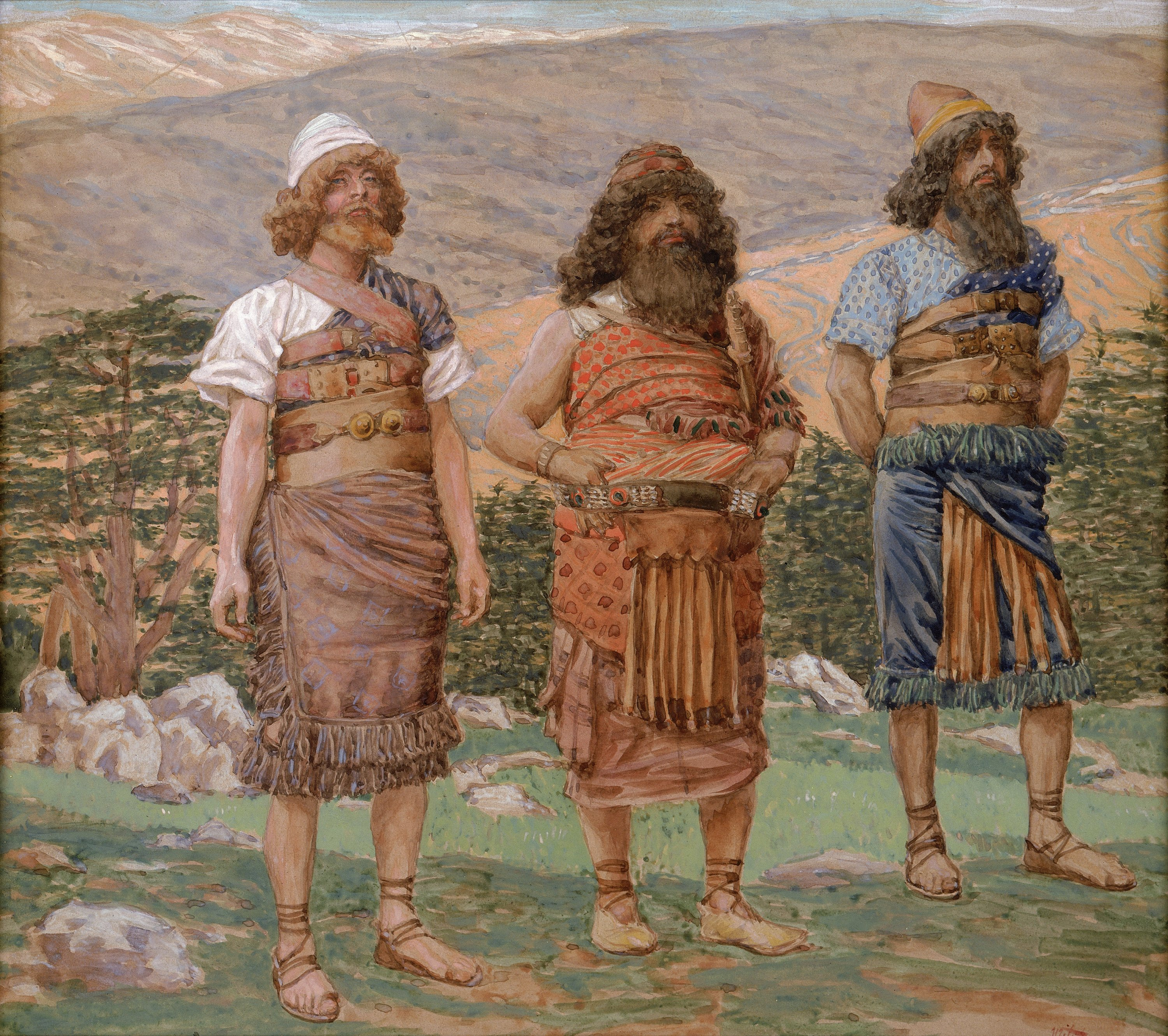
Sem, Ham și Iafet (ilustrație de James Tissot, 1904)

Ham (ebraică: חָם, greacă modernă; Χαμ) a fost, conform Bibliei ebraice și Vechiului Testament (Genezei 5:32), fiul cel mai tânăr al lui Noe și este considerat progenitorul grupului de popoare din Africa, Hamiți.

## Detalii
Ham a fost fratele lui Sem și Iafet. Potrivit Genezei 10:6, Ham a avut patru fii: Cuș, Mițraim, Put și Canaan.
Ham a fost al doilea fiu al lui Noe, ai cărui descendenți populară Africa Subsahariană.

## Etimologie
Începând cu secolul al XVII-lea, au fost făcute mai multe sugestii care relaționează numele 'Ham' cu un cuvânt evreiesc pentru "ars", "negru" sau "fierbinte", cu cuvântul egiptean 'ḥm' pentru "slujitor" sau cu cuvântul 'ḥm' pentru "măreție" sau cuvântul egiptean 'Kmt' pentru "Egipt".
O revizuire din 2004 a lui David Goldenberg 'Blestemul lui Ham: Rasa și sclavia în iudaismul timpuriu, creștinism și islam' (2003) afirmă că Goldenberg "susține convingător că numele biblic Ham nu are nici o legătură cu noțiunea de întunecime și de acum este de etimologie necunoscută."